# Fernão Mendes Pinto

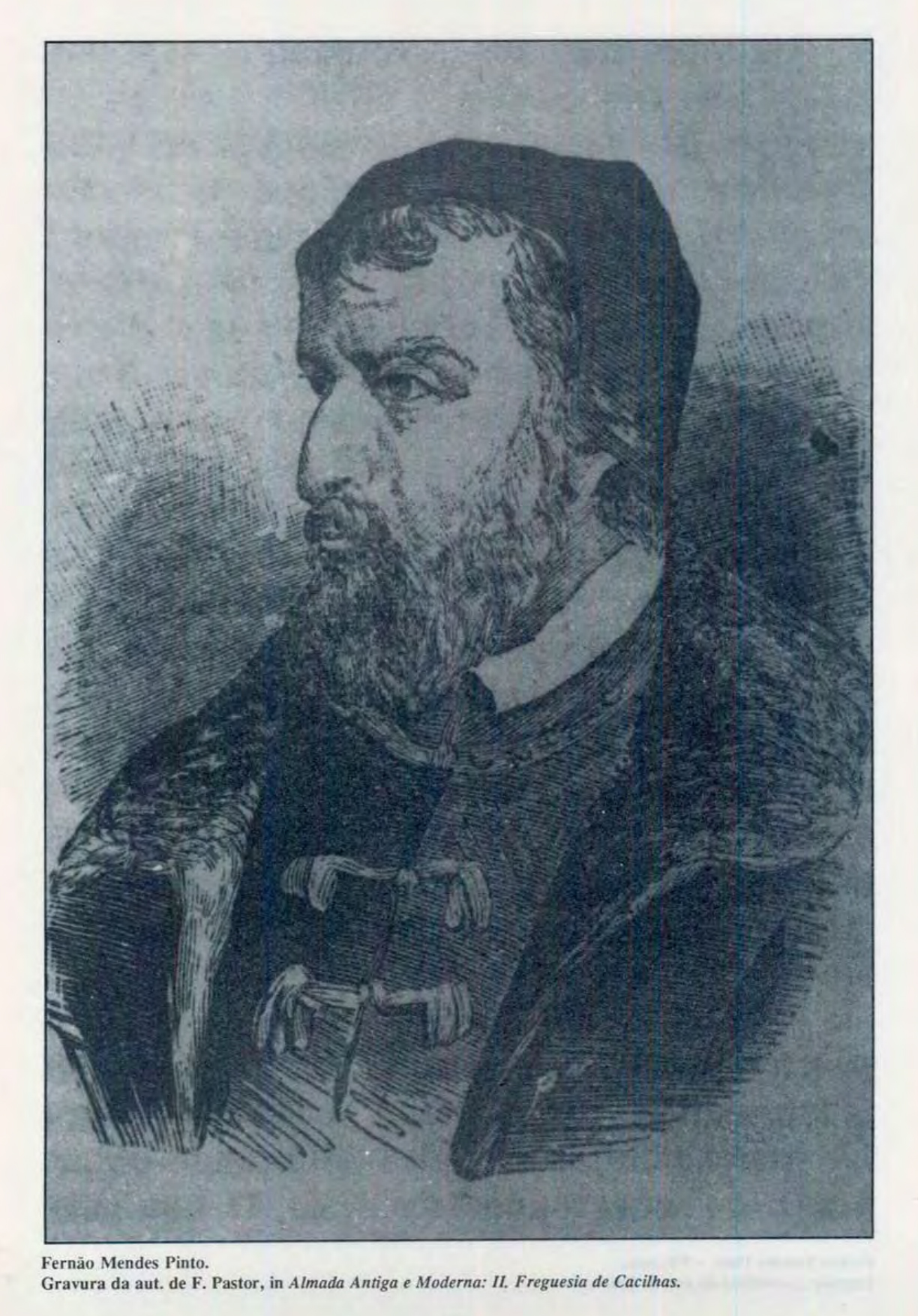
Fernão Mendes Pinto

Fernão Mendes Pinto (ur. ok. 1509 w Montemor-o-Velho, zm. 8 lipca 1583 w Almadzie) – portugalski podróżnik i poszukiwacz przygód.

## Życiorys
W 1537 roku wyruszył do Indii i następne 21 lat spędził podróżując po krajach Dalekiego Wschodu. Relacje ze swoich wojaży zawarł w spisanej w 1558 roku i w wydanej w 1614 roku pracy Peregrinacao. Umieścił w niej wiele fantastycznych przygód, twierdząc że był „trzynaście razy więźniem i siedemnaście razy niewolnikiem”. W Chinach miał zostać oskarżony o splądrowanie cesarskich grobów, za co obcięto mu kciuki i skazano na rok pracy przy rekonstrukcji Wielkiego Muru. Jednocześnie sporządził pierwszą pełną relację o Japonii i w 1548 założył pierwszą europejską osadę w okolicach Jokohamy.
Po powrocie do Portugalii w 1558 roku ożenił się i zamieszkał w Almadzie. W uznaniu zasług król Filip II przyznał mu rentę.